# Alien vs. Predator (romanzo)
Alien vs. Predator è un romanzo fantascientifico del 2004 di Marc Cerasini. Si tratta della novelization del film Alien vs. Predator.
Il romanzo è inedito in Italia.

## Trama
Un satellite delle  Weyland Industries rivela un improvviso aumento della temperatura sull'isola Bouvetøya. Karl Weyland, direttore della compagnia, organizza una spedizione composta da esperti di sopravvivenza, archeologici, chimici e trivellatori.
Giunti sul luogo i componenti del gruppo trovano un'antica stazione di caccia abbandonata ed un'antica piramide usata da una razza aliena come luogo di iniziazione per i giovani della loro razza. I componenti della spedizione si ritrovano così coinvolti in una lotta tra Xenomorfi e Predator.

## Differenze dal film
La novelization di Alien vs. Predator presenta scene e personaggi non presenti nel film, come i personaggi di Funan, Sven Nyberg, Olga Arenas e il Capitano Leighton. Le scene eliminate dal film sono inoltre presenti nel romanzo, come l'inizio ambientato nel 1904 e la scene nella quale Miller esamina diversi scheletri umani.
- Il romanzo, a differenza del film, si apre in Cambogia nel 2000 a.C.[3] e mostra il cacciatore Funan e tre suoi amici cacciare cinghiali nelle vicinanze di una piramide sacra abbandonata. Il gruppo viene attaccato dagli Xenomorfi e solamente Funan sopravvive ed assiste allo scontro tra un Predator e uno degli alieni.[4]
- Nel romanzo è narrata la distruzione della stazione di caccia alle balene dell'Isola Bouvetøya avvenuta nell'ottobre 1904. La scena è presente nella versione estesa del film ma è meno estesa che nel libro.
- Nella sequenza del 1904 la sorte di Karl Johanssen è diversa da quella mostrata nel film. Nel film egli incontra un Predator che viene poi attaccato da un Alien; nel romanzo egli incontra un Alien che viene poi attaccato da un Predator ed ucciso.[1]